# آندرئا چرنا
آندرئا چرنا (انگلیسی: Andrea Černá؛ ‏ ۱۳ فوریهٔ ۱۹۷۷ – ) بازیگر اهل چکسلواکی است. وی دانش‌آموختهٔ هنرستان موسیقی پراگ است و از سال ۱۹۹۴ میلادی تاکنون مشغول فعالیت بوده‌است.
از فیلم‌ها یا مجموعه‌های تلویزیونی که وی در آن‌ها نقش داشته است، می‌توان به ساختمان پزشکان در باغ رز اشاره نمود.